# Rosario Velicia
Rosario Velicia é uma escritora e roteirista mexicana.

## Filmografia
- Segunda parte de Amores verdaderos  (2012/13)
- Soy tu dueña (2010)
- Mañana es para siempre (2008/09)
- Destilando amor (2007)
- Contra viento y marea (2005)
- ¡Vivan los niños! (2002/03)
- Primeira parte de Carita de ángel (2000/01)
- Segunda parte de Alma rebelde (1999)
- Amor gitano (1999)
- Segunda parte de Gotita de amor (1998)
- Preciosa (1998)
- Segunda parte de Marisol (1996)
- Retrato de familia (1995)
- María la del Barrio (1995/96)
- Segunda parte de Marimar (1994)
- Segunda parte de María Mercedes (1992)
- Primeira parte de Mi pequeña Soledad (1990)
- Simplemente María (1989/90)